# لستر لین
لستر لین (انگلیسی: Lester Lane; ۶ مارس ۱۹۳۲ – ۵ سپتامبر ۱۹۷۳) بازیکن بسکتبال اهل ایالات متحده آمریکا بود.
وی در مسابقات کشوری و بین‌المللی در مجموع برندهٔ ۱ مدال طلا شده‌است.